# Campeonato Mundial de Rugby M19 División A de 1996
El Campeonato Mundial de Rugby M19 de 1996 se disputó en Italia y fue la vigésima octava edición del torneo en categoría M19.

## Fase de grupos

### Grupo A
| Pos. | Equipo  | Encuentros | Encuentros | Encuentros | Encuentros | Tantos  | Tantos    | Tantos     | Puntos Totales |
| Pos. | Equipo  | jugados    | ganados    | empatados  | perdidos   | a favor | en contra | diferencia | Puntos Totales |
| ---- | ------- | ---------- | ---------- | ---------- | ---------- | ------- | --------- | ---------- | -------------- |
| 1    | Gales   | 2          | 2          | 0          | 0          | 37      | 14        | +23        | 6              |
| 2    | Francia | 2          | 1          | 0          | 1          | 42      | 20        | +22        | 4              |
| 3    | Uruguay | 2          | 0          | 0          | 2          | 3       | 48        | -45        | 2              |

#### Resultados
| 30 de marzo | Gales | 20 - 11 | Francia |  |  |

| 1 de abril | Gales | 22 - 8 | Uruguay |  |  |

| 3 de abril | Francia | 31 - 0 | Uruguay |  |  |

### Grupo B
| Pos. | Equipo    | Encuentros | Encuentros | Encuentros | Encuentros | Tantos  | Tantos    | Tantos     | Puntos Totales |
| Pos. | Equipo    | jugados    | ganados    | empatados  | perdidos   | a favor | en contra | diferencia | Puntos Totales |
| ---- | --------- | ---------- | ---------- | ---------- | ---------- | ------- | --------- | ---------- | -------------- |
| 1    | Argentina | 2          | 2          | 0          | 0          | 68      | 3         | +65        | 6              |
| 2    | España    | 2          | 1          | 0          | 1          | 19      | 33        | -14        | 4              |
| 3    | Rusia     | 2          | 0          | 0          | 2          | 10      | 61        | -51        | 2              |

#### Resultados
| 30 de marzo | Argentina | 45 - 0 | Rusia |  |  |

| 1 de abril | España | 16 - 10 | Rusia |  |  |

| 3 de abril | Argentina | 23 - 3 | España |  |  |

### Grupo C
| Pos. | Equipo    | Encuentros | Encuentros | Encuentros | Encuentros | Tantos  | Tantos    | Tantos     | Puntos Totales |
| Pos. | Equipo    | jugados    | ganados    | empatados  | perdidos   | a favor | en contra | diferencia | Puntos Totales |
| ---- | --------- | ---------- | ---------- | ---------- | ---------- | ------- | --------- | ---------- | -------------- |
| 1    | Escocia   | 2          | 1          | 1          | 0          | 35      | 32        | +3         | 5              |
| 2    | Sudáfrica | 2          | 1          | 0          | 1          | 33      | 27        | +6         | 4              |
| 3    | Chile     | 2          | 0          | 1          | 1          | 26      | 35        | -9         | 3              |

#### Resultados
| 30 de marzo | Sudáfrica | 18 - 9 | Chile |  |  |

| 1 de abril | Escocia | 17 - 17 | Chile |  |  |

| 3 de abril | Escocia | 18 - 15 | Sudáfrica |  |  |

### Grupo D
| Pos. | Equipo  | Encuentros | Encuentros | Encuentros | Encuentros | Tantos  | Tantos    | Tantos     | Puntos Totales |
| Pos. | Equipo  | jugados    | ganados    | empatados  | perdidos   | a favor | en contra | diferencia | Puntos Totales |
| ---- | ------- | ---------- | ---------- | ---------- | ---------- | ------- | --------- | ---------- | -------------- |
| 1    | Rumania | 2          | 2          | 0          | 0          | 78      | 5         | +73        | 6              |
| 2    | Italia  | 2          | 1          | 0          | 1          | 99      | 32        | +67        | 4              |
| 3    | Taiwán  | 2          | 0          | 0          | 2          | 5       | 145       | -140       | 2              |

#### Resultados
| 30 de marzo | Italia | 94 - 5 | Taiwán |  |  |

| 1 de abril | Rumania | 51 - 0 | Taiwán |  |  |

| 3 de abril | Italia | 5 - 27 | Rumania |  |  |

### Semifinal 9° al 12° puesto
| 5 de abril | Rusia | 25 - 10 | Chile |  |  |

| 5 de abril | Uruguay | 20 - 10 | Taiwán |  |  |

### Semifinal 5° al 8° puesto
| 5 de abril | Italia | 9 - 13 | Francia |  |  |

| 5 de abril | Sudáfrica | 34 - 12 | España |  |  |

### Semifinales Campeonato
| 5 de abril | Argentina | 41 - 20 | Escocia |  |  |

| 5 de abril | Gales | 21 - 17 | Rumania |  |  |

### 11° puesto
| 7 de abril | Chile | 68 - 3 | Taiwán |  |  |

### 9° puesto
| 7 de abril | Rusia | 8 - 5 | Uruguay |  |  |

### 7° puesto
| 7 de abril | Italia | 23 - 10 | España |  |  |

### Quinto puesto
| 7 de abril | Francia | 8 - 7 | Sudáfrica |  |  |

### Tercer puesto
| 7 de abril | Rumania | 32 - 6 | Escocia |  |  |

### Final
| 7 de abril | Argentina | 34 - 7 | Gales |  |  |

| Bandera de Argentina |
| Campeón Argentina    |
| Sexto título         |